# سيريل غوف
سيريل غوف (بالإنجليزية: Cyril Gove)‏ هو فارس أسترالي، ولد في 10 يناير 1890، وتوفي في 28 أغسطس 1973.

## وصلات خارجية
- سيريل غوف على موقع AustralianFootball.com (الإنجليزية)
- سيريل غوف على موقع AFLtables.com (الإنجليزية)